# Günther Koehler
Günther Koehler (* 31. August 1923 in Pluder, Oberschlesien, Deutsches Reich; † 17. Dezember 2002 in Quedlinburg) war ein deutscher Agrarwissenschaftler und Wirtschaftsfunktionär in der Deutschen Demokratischen Republik (DDR), von 1958 bis 1988 Generaldirektor der Vereinigung Volkseigener Betriebe (VVB) Saat- und Pflanzgut und ordentliches Mitglied der Akademie der Landwirtschaftswissenschaften (AdL) der DDR.

## Leben
Koehler, Sohn eines Angestellten, beantragte am 8. November 1941 die Aufnahme in die NSDAP und wurde rückwirkend zum 1. September desselben Jahres aufgenommen (Mitgliedsnummer 8.677.110). Er legte 1942 das Abitur ab, wurde in die deutsche Wehrmacht eingezogen und kämpfte zuletzt als Leutnant im Zweiten Weltkrieg. 1945 geriet er in britische Kriegsgefangenschaft, aus der er 1946 entlassen wurde.
Koehler ließ sich in der sowjetisch besetzten Zone Deutschlands nieder und absolvierte bis 1948 eine Lehre als Landwirt und Gärtner. Anschließend studierte er bis 1951 Landwirtschaft an der Humboldt-Universität Berlin und erwarb das Diplom. 1949 trat er in die Sozialistische Einheitspartei Deutschlands (SED) ein.
Bis 1952 leitete Koehler einen Saatzuchtbetrieb und wurde dann Abteilungsleiter in der VVB Halle und Abteilungsleiter für Landwirtschaft beim Rat des Bezirks Halle. 1955 wurde er als Abteilungsleiter ins Ministerium für Land- und Forstwirtschaft der DDR in Ostberlin berufen.
Von 1958 bis 1988 war Koehler Generaldirektor der VVB Saat- und Pflanzgut in Berlin, später in Quedlinburg. Unter seiner Leitung entwickelte sich das Saatgutwesen zu einem der leistungs- und exportstärksten Wirtschaftszweige der DDR.
1966 wurde Koehler an der Hochschule für Land- und Nahrungsgüterwirtschaft Bernburg promoviert. Ab 1972 war er ordentliches Mitglied der Akademie der Landwirtschaftswissenschaften der DDR. 1988 wurde er emeritiert und ging in den Ruhestand.